# Wartule (przystanek kolejowy)
Wartule – zlikwidowany przystanek osobowy w Wartulach na linii kolejowej Myślice – Szlachta, w województwie pomorskim.